# Парламентские выборы в Сербии (2000)
Досрочные парламентские выборы в Сербии 2000 года прошли 23 декабря. Это были первые парламентские выборы после Бульдозерной революции, приведшей к падению режима Слободана Милошевича. Впервые победу на выборах в Скупщину одержала оппозиция в лице коалиции Демократическая оппозиция Сербии, которая завоевала 176 мест из 250 (70,4 %).

## Результаты выборов
| Партия                                  | Оригинальное название                    | Голоса    | %     | Места | Изменения |
| --------------------------------------- | ---------------------------------------- | --------- | ----- | ----- | --------- |
| Демократическая оппозиция Сербии        | серб. Демократска опозиција Србије, ДОС  | 2 402 387 | 64,09 | 176   | ▲162      |
| Социалистическая партия Сербии          | серб. Социјалистичка партија Србије      | 515 845   | 13,76 | 37    | ▼48       |
| Сербская радикальная партия             | серб. Српска радикална странка, СРС      | 322 333   | 8,60  | 23    | ▼59       |
| Партия сербского единства               | серб. Странка српског јединства          | 199 847   | 5,33  | 14    | новый     |
| Сербское движение обновления            | серб. Српски покрет обнове, СПО          | 141 296   | 3,05  | 0     | ▼45       |
| Демократическая социалистическая партия | серб. Демократска социјалистичка партија | 31 758    | 0,85  | 0     | новый     |
| Сербская социал-демократическая партия  | серб. Српска социјалдемократска партија  | 29 383    | 0,78  | 0     | новый     |
| Югославская левица                      | серб. Југословенска левица               | 14 324    | 0,38  | 0     | ▼20       |
| Другие                                  |                                          | 91 450    | 2,44  | —     |           |
| Недействительные голоса                 |                                          | 89 738    | 2,39  | –     |           |
| Всего                                   |                                          | 3 748 623 | 100   | 250   |           |
| Зарегистрировано избирателей/Явка       |                                          | 6.493.672 | 57,72 |       |           |

1. ↑  По сравнению с числом депутатов Скупщины прошлого созыва от «Новой демократии», Коалиции «Воеводина», Демократической альтернативы и Альянса воеводинских венгров

## Распределение мест в Скупщине
Демократическая оппозиция Сербии  (176)
- Демократическая партия и Демократическая партия Сербии (по 45)
- Социал-демократия, «Новая демократия» и Гражданский альянс Сербии (по 9)
- «Новая Сербия» (8)
- Христианско-демократическая партия Сербии (7)
- Лига социал-демократов Воеводины, Альянс воеводинских венгров и Демократическая альтернатива (по 6)
- Движение за демократическую Сербию (5)
- Демократический центр, Социал-демократический союз, Коалиция «Воеводина» и Реформисты Воеводины (по 4)
- Санджакская демократическая партия (2)
- Сербское движение сопротивления (Косово), Лига за Шумадию и Ассоциация свободных и независимых профсоюзов (по 1)

 Социалистическая партия Сербии  (37)
 Сербская радикальная партия  (23)
 Партия сербского единства  (14)
- Партия сербского единства (10)
- Партия сербского прогресса (2)
- Партия объединённых пенсионеров и Крестьянская партия Сербии (по 1)

## Итоги выборов
Впервые победу на выборах в Скупщину одержала оппозиция в лице коалиции Демократическая оппозиция Сербии, объединившей 19 партий и общественных организаций, 
сумев завоевать 176 мест из 250 (70,4 %). Новым главой Скупщины стал Драган Маршичанин (Демократическая партия Сербии), правительство Сербии возглавил Зоран Джинджич, лидер Демократической партии.